# Горња Еклисија
Горња Еклисија (грч. Άνω Εκκλησία, Ано Еклисија) је насељено место у општини Гребен у периферији Западна Македонија, Грчка. Према попису из 2021. године било је 19 становника.
Горња Еклисија представља горњу махалу села Еклисија и води се као посебно насеље од 1981. године када је имала 34 становника.